# Raymond Williams
Raymond Williams (født 31. august 1921, død 26. januar 1988) var en walisisk akademiker, forfatter og kritiker. Han var længe en indflydelsesrig figur på den britiske venstrefløj og hans udgivelser om politik, kultur, medier og litteratur afspejler hans marxistiske baggrund synspunkter. Williams forbindes ofte med fagfeltet kulturstudier.

## Dominant, overlevet og frembrydende kultur
Williams argumenterer for, at der i enhver kultur kan findes flere forskellige kulturelle sfærer. Den mest fremherskende sfære kalder Willams den ”dominante.” Denne sfære sætter dagsordenen for kulturen. Dog er det vigtigt for Williams at understrege, at det dominante rum ikke er hele kulturen. Han peger på, at selvom den dominante kultur fylder rigtig meget, så vil der til enhver tid også findes fx kulturelle normer, der har overlevet fra en tidligere æra, men som ikke er fremherskende længere. Dette kaldes Williams overlevet (residual) kultur. Dertil kommer den frembrydende kultur, som gerne er i opposition til den dominerende kultur.
Williams' kultursyn kan forstås som et modsvar på Frankfurterskolens meget pessimistiske kultursyn, hvor kulturen er en endimensional industri, der dominerer alt. Williams mener, at kulturen i stedet har flere forskellige sfærer.